# Cueva de Santa Ana
La cueva de Santa Ana es una cueva localizada en el término municipal de Cáceres, España. Está situada dentro del campo militar CEFOT-1, a 12 kilómetros de la ciudad, y pertenece al sistema kárstico denominado El Calerizo, al igual que las cuevas de Maltravieso y El Conejar.

## Situación geológica
La cueva de Santa Ana se encuentra ubicada en una colina formada por calizas del Carbonífero Inferior, cerca del contacto de éstas con unas pizarras de la misma etapa geológica, marcado por un cambio de pendiente del relieve y la presencia de un riachuelo.

## Estratigrafía
Se reconocen siete niveles o unidades estratigráficos gracias a un sondeo realizado de unos 5 metros de profundidad en la actual entrada de la cavidad.
- Unidad 1. Está formado por una brecha que contiene bloques de caliza de tamaño centimétrico a decimétrico, irregulares, rodeados de una matriz de arena, limos y arcillas. En su base tienen disposición horizontal, mientras que a medida que ascendemos buzan hacia el este. En su parte superior se reconoce una superficie erosiva. Su potencia sedimentaria mínima es de 4 metros.
- Unidad 2. Está formada por limos y arcillas de color rojo claro con brecha carbonática de tamaño centimétrico a decimétrico y disposición vertical. El estrato es cónico, siendo su parte inferior más estrecha que la superior. Por lo tanto, el contacto con el resto de unidades es vertical y no horizontal.
- Unidad 3. Está formada por brecha con clastos calizos centimétricos a decimétricos, angulosos, en menor número que los anteriores, y envueltos por una matriz de arena y limos de color rojizo. Aparecen restos fósiles faunísticos y carboncillos.
- Unidad 4. Está formada por brecha muy cementada, con gran concentración de clastos calizos centimétricos. La matriz es de arena o limo de color rojizo. Tiene una anchura de un metro.
- Unidad 5. Está formada por arena y limo no consolidado de color marrón oscuro, por lo que le da un aspecto irregular. Sus bordes son verticales.
- Unidad 6. Unidad situada en el interior de la cueva y formada por una costra estalagmítica.
- Unidad 7. Es el último relleno en el interior de la cueva. Formado por sedimentos de limo y arcillas, contiene material arqueológico, carbones y restos de fauna.